# 芝百年会
芝百年会（しばひゃくねんかい）は、東京都港区の芝地区で江戸元禄から大正初期の間に創業し、百年以上、和と洋の家業と文化を継承する老舗による団体。地域経済の活性化、老舗文化発信、相互交流、共同学術研究の目的で2016年に創設された。この組織は、芝地区の伝統的な商家や文化を守り、次世代に引き継ぐ役割を果たしている。公開講座「老舗とまち歩き」などの活動を通じて、地域の魅力を広めている。。

## 概要
芝百年会の誕生の契機は、港区役所芝地区総合支所発行の「芝地区地域情報誌」で芝地区の老舗を探訪する記事が連載されたことにつながる。掲載された老舗が発起人となり、芝地区の老舗の会を「芝百年会」と命名、創設された。
芝百年会の会員は下記のとおり。
「和」の老舗は、佃煮、蕎麦、和菓子、鳥料理、鰻、鮨、碁石、和服、和釣竿、 刀剣、すき焼きなどを商う各店舗。
「洋」の老舗は、洋酒、乳製品、洋菓子、西洋建築金物、洋行鞄、珈琲豆な どを商う店舗。

## 主な活動
現在、老舗商売の地である芝地区は、多くの再開発が起こり、超高層ビルが建ち、まちの様相が次々と変化している。旧来の魅力である「旧いことを残しながら、新しいことに取り組むまち」も、まちづくりの方向性を未来の視点から考えなくてはならなくなっている。まちは、住む人、働く人、来る人らに魅力が常にあふれている事が必要。まちづくりは、その土地で長い年月をのり越えて、魅了し続ける老舗の文化と同じである。それ故に、温故知新、老舗のビジネスを、文化を研究し、発信することで、地域の新しいまちと地域の経済の活性化の役にも立てるのではないかと考えて活動している。

## 主な事業
- 公開講座「老舗とまち歩き」: 地域の魅力を広めるために、老舗の歴史や文化についての講座を開催している。参加者は地域を歩きながら学ぶことができる。
- 老舗のPRと交流イベント: 芝地区の老舗企業を紹介し、交流を促進するイベントを定期的に開催している。これにより、地域の人々が互いに知り合い、協力しやすくなる。
- 文化・伝統の継承: 老舗の技術や伝統的な製法を次世代に伝えるための取り組みを行っている。これにより、地域の文化と歴史が守られている。
- 共同学術研究: 芝百年会のメンバーは、地域の歴史や文化についての研究を行っている。これにより、新たな知識が生まれ、地域社会に貢献している。

## 著作物
- 芝百年 暖簾の物語 - 「芝」で江戸元禄から大正初期の間に創業し、百年以上営業する和と洋の文化の老舗が2016年に創設した芝百年会。革新を重ねる老舗の旦那、女将の物語を単行本としてとりまとめた一冊。[4][5]。

## 歴史
- 2016年2月 - 老舗座談会　老舗の会発起人選出
- 2016年4月 - 老舗の会発起人会
- 2016年6月 - 芝百年会　創設総会
- 2016年6月 - 芝百年会　旦那・女将のとっておき話　スタート
- 2016年8月 - 芝百年会理事会
- 2016年11月 - 東京新虎まつり参加
- 2017年10月 - 芝百年　公開講座「老舗とまち歩き」　スタート
- 2022年2月 - 「芝百年 暖簾の物語」発行[6]

## 役員
会長：

金子栄一(有限会社更科布屋)
副会長：

長谷文彦(おかめ鮨)

藤森朗(株式会社今朝)
理事：

渡辺仁久(株式会社新正堂)

中澤謙次(中沢乳業株式会社)

小林絵里(株式会社丁子屋)

小西功祐(株式会社愛宕小西)

齋藤かえで(株式会社若松)

監事

村松旺宜(株式会社村松仙翁)

熊野孝司(芝信用金庫)
顧問

島田美妃

日比野薫(コニカミノルタジャパン株式会社)

早川由紀(有限会社WAKONN)
事務局

中村朱見(中沢乳業株式会社）

## 会員
秋色庵 大坂家　(和菓子)

新橋玉木屋　(佃煮)

芝大門更科布屋　(蕎麦)

丁子屋呉服店　(和服)

東京港醸造　(酒造)

むらまつ酒商類　(清酒)

ての字　(鰻)

おかめ鮨　(鮨)

能登治　(蕎麦)

明石屋　(和服)

虎ノ門大坂屋砂場　(蕎麦)

今朝　(すき焼き)

芝神明 榮太樓　(和菓子)

新橋大和田　(鰻)

末げん　(鳥料理)

芝乃寿堂　(和菓子)

中村碁盤店　(碁盤)

鳥かど家　(鰻)

新正堂　(和菓子)

中沢乳業　(乳製品)

あたご小西　(洋酒)

化粧品の店　長尾　(化粧品)

堀商店　(西洋建築金物)

三洋堂　(洋行鞄)

田村町木村屋　(洋菓子)

松屋珈琲店　(珈琲豆焙煎)

佐山製作所　(洋家具)

株式会社バンザイ　(商社)

芝信用金庫　(金融)

## 関連団体
- 東京都港区
- 港区観光協会 – VISIT MINATO CITY
- 浜松町・芝・大門マーチング委員
- DMO芝東京ベイ